# مگی ولی (کارولینای شمالی)
مگی ولی (به انگلیسی: Maggie Valley) شهری در ایالت کارولینای شمالی کشور ایالات متحده آمریکا است که جمعیت آن در سرشماری سال ۲۰۱۰ میلادی، ۱٬۱۵۰ نفر بوده‌است.